# Leucas pearsonii
Leucas pearsonii là một loài thực vật có hoa trong họ Hoa môi. Loài này được Sebald mô tả khoa học đầu tiên năm 1980.